# Epiplema quadricaudata
Epiplema quadricaudata är en fjärilsart som beskrevs av Walker 1861. Epiplema quadricaudata ingår i släktet Epiplema och familjen Uraniidae. Inga underarter finns listade i Catalogue of Life.